# Simulium banauense
Simulium banauense är en tvåvingeart som beskrevs av Takaoka 1983. Simulium banauense ingår i släktet Simulium och familjen knott.
Artens utbredningsområde är Filippinerna. Inga underarter finns listade i Catalogue of Life.